# Villa María Challenger 2022 - Doppio
Questa è la 1ª edizione del torneo.
In finale Hernán Casanova e Santiago Fa Rodríguez Taverna hanno sconfitto Facundo Juárez e Ignacio Monzón con il punteggio di 6-4, 6–3.

## Teste di serie
1. Andrea Collarini  /  Renzo Olivo (primo turno)
2. Guido Andreozzi /  Guillermo Durán (semifinale)

1. Hernán Casanova /  Santiago Fa Rodríguez Taverna (campioni)
2. Román Andrés Burruchaga /  Facundo Díaz Acosta (semifinale)

## Wildcard
1. Tomás Farjat /  Alejo Lorenzo Lingua Lavallén (quarti di finale)

1. Bruno Caula /  Agustín Picco (quarti di finale)

## Tabellone

### Legenda
| - Q = Qualificato - WC = Wild card - LL = Lucky loser | - ALT = Alternate - SE = Special Exempt - PR = Protected Ranking | - w/o = Walkover - r = Ritirato - d = Squalificato |

|  | Primo turno | Primo turno                    | Primo turno                    | Primo turno         | Primo turno         |  |  | Quarti di finale | Quarti di finale               | Quarti di finale               | Quarti di finale            | Quarti di finale            |      |     | Semifinali | Semifinali                     | Semifinali                    | Semifinali                          | Semifinali                          |   |   | Finale | Finale | Finale | Finale | Finale |  |
|  |             |                                |                                |                     |                     |  |  |                  |                                |                                |                             |                             |      |     |            |                                |                               |                                     |                                     |   |   |        |        |        |        |        |  |
|  | 1           | A Collarini R Olivo            | A Collarini R Olivo            | 5                   | 4                   |  |  |                  |                                |                                |                             |                             |      |     |            |                                |                               |                                     |                                     |   |   |        |        |        |        |        |  |
|  |             | F Juárez I Monzón              | F Juárez I Monzón              | 7                   | 6                   |  |  |                  | F Juárez I Monzón              | F Juárez I Monzón              | 7                           | 6                           |      |     |            |                                |                               |                                     |                                     |   |   |        |        |        |        |        |  |
|  | WC          | T Farjat AL Lingua Lavallén    | T Farjat AL Lingua Lavallén    | 6                   | 6                   |  |  | WC               | T Farjat AL Lingua Lavallén    | T Farjat AL Lingua Lavallén    | 6(6)                        | 4                           |      |     |            |                                |                               |                                     |                                     |   |   |        |        |        |        |        |  |
|  | Alt         | W Leite E Ribeiro              | W Leite E Ribeiro              | 4                   | 4                   |  |  |                  |                                |                                |                             |                             |      |     |            | F Juárez I Monzón              | F Juárez I Monzón             | 7                                   | 6                                   |   |   |        |        |        |        |        |  |
|  | 4           | RA Burruchaga F Díaz Acosta    | RA Burruchaga F Díaz Acosta    | 6                   | 6                   |  |  |                  |                                | 4                              | RA Burruchaga F Díaz Acosta | RA Burruchaga F Díaz Acosta | 6(6) | 3   |            |                                |                               |                                     |                                     |   |   |        |        |        |        |        |  |
|  |             | O Luz M Zormann Da Silva       | O Luz M Zormann Da Silva       | 1                   | 4                   |  |  | 4                | RA Burruchaga F Díaz Acosta    | 6                              | 5                           | [10]                        |      |     |            |                                |                               |                                     |                                     |   |   |        |        |        |        |        |  |
|  | WC          | B Caula A Picco                | B Caula A Picco                | B Caula A Picco     | B Caula A Picco     |  |  | WC               | B Caula A Picco                | 2                              | 7                           | [3]                         |      |     |            |                                |                               |                                     |                                     |   |   |        |        |        |        |        |  |
|  |             | Bye                            | Bye                            | Bye                 | Bye                 |  |  |                  |                                |                                |                             |                             |      |     |            | Facundo Juárez Ignacio Monzón  | Facundo Juárez Ignacio Monzón | 4                                   | 3                                   |   |   |        |        |        |        |        |  |
|  |             | FE Egea JB Otegui              | FE Egea JB Otegui              | 4                   | 4                   |  |  |                  |                                |                                |                             |                             |      |     |            |                                | 3                             | Hernán Casanova S Rodríguez Taverna | Hernán Casanova S Rodríguez Taverna | 6 | 6 |        |        |        |        |        |  |
|  |             | D Dutra da Silva P Sakamoto    | D Dutra da Silva P Sakamoto    | 6                   | 6                   |  |  |                  | D Dutra da Silva P Sakamoto    | D Dutra da Silva P Sakamoto    | 4                           | 4                           |      |     |            |                                |                               |                                     |                                     |   |   |        |        |        |        |        |  |
|  |             | J Pereira J Reis da Silva      | J Pereira J Reis da Silva      | 6(3)                | 6(5)                |  |  | 3                | H Casanova S Rodríguez Taverna | H Casanova S Rodríguez Taverna | 6                           | 6                           |      |     |            |                                |                               |                                     |                                     |   |   |        |        |        |        |        |  |
|  | 3           | H Casanova S Rodríguez Taverna | H Casanova S Rodríguez Taverna | 7                   | 7                   |  |  |                  |                                |                                |                             |                             |      |     | 3          | H Casanova S Rodríguez Taverna | 3                             | 6                                   | [10]                                |   |   |        |        |        |        |        |  |
|  |             | A Merino GA Olivieri           | A Merino GA Olivieri           | 3                   | 5                   |  |  |                  |                                | 2                              | G Andreozzi G Durán         | 6                           | 3    | [6] |            |                                |                               |                                     |                                     |   |   |        |        |        |        |        |  |
|  |             | M Navone C Sánchez Jover       | M Navone C Sánchez Jover       | 6                   | 7                   |  |  |                  | M Navone C Sánchez Jover       | M Navone C Sánchez Jover       | 4                           | 5                           |      |     |            |                                |                               |                                     |                                     |   |   |        |        |        |        |        |  |
|  |             | Bye                            | Bye                            | Bye                 | Bye                 |  |  | 2                | G Andreozzi G Durán            | G Andreozzi G Durán            | 6                           | 7                           |      |     |            |                                |                               |                                     |                                     |   |   |        |        |        |        |        |  |
|  | 2           | G Andreozzi G Durán            | G Andreozzi G Durán            | G Andreozzi G Durán | G Andreozzi G Durán |  |  |                  |                                |                                |                             |                             |      |     |            |                                |                               |                                     |                                     |   |   |        |        |        |        |        |  |